# فرودگاه یووسکوله
فرودگاه یووَسکولَه (به انگلیسی: Jyväskylä Airport) (به زبان بومی: Jyväskylän lentoasema) یک فرودگاه همگانی مسافربری با کد یاتا JYV است که یک باند فرود آسفالت دارد و طول باند آن ۲۶۰۱ متر است. این فرودگاه در کشور فنلاند قرار دارد و در ارتفاع ۱۴۰ متری از سطح دریا واقع شده است.

## شرکت‌های هواپیمایی و مقصدهای پروازی
| شرکت‌های هواپیمایی                       | مقصدهای پروازی  |
| --------------------------------------- | --------------- |
| فن‌ایر اجرا توسط نوردیک رجیونال ایرلاینز | هلسینکی، کایانی |